# Echium suffruticosum
Echium suffruticosum är en strävbladig växtart som beskrevs av Jean François Gustave Barratte. Echium suffruticosum ingår i släktet snokörter, och familjen strävbladiga växter. Inga underarter finns listade i Catalogue of Life.